# Liernais
Liernais je naselje in občina v francoskem departmaju Côte-d'Or regije Burgundije. Leta 2007 je naselje imelo 539 prebivalcev.

## Geografija
Kraj leži v pokrajini Burgundiji znotraj naravnega regijskega parka Morvan, 72 km zahodno od središča Dijona.

## Uprava
Liernais je sedež istoimenskega kantona, v katerega so poleg njegove vključene še občine Bard-le-Régulier, Blanot, Brazey-en-Morvan, Censerey, Diancey, Manlay, Marcheseuil, Ménessaire, Saint-Martin-de-la-Mer, Savilly, Sussey, Vianges in Villiers-en-Morvan z 2.395 prebivalci.
Kanton Liernais je sestavni del okrožja Beaune.

## Zanimivosti
- romanska cerkev sv. Lovrenca, prvotno grajska kapela iz 11. stoletja;

## Pobratena mesta
- Gau-Bischofsheim (Porenje - Pfalška, Nemčija);